# Ruy Barbosa (Bahia)
Pour les articles homonymes, voir Ruy Barbosa.
Ruy Barbosa est une ville brésilienne de l'État de Bahia de la région de la Chapada Diamantina. Elle est située dans la microrégion d'Itaberaba et la mésorégion de Bahia Centre-Nord, à une altitude de 368 mètres. La ville se trouve au pied de la magnifique Serra do Orobó (950 mètres), qui est utilisée comme piste de deltaplane et pour l'écotourisme. Son économie est liée à l'industrie de la chaussure et à l'agriculture, en particulier l'élevage de bovins.
Sa population était estimée à 30 857 habitants en 2020. La municipalité s'étend sur 2 129 km2.

## Mairie
| Période | Période  | Identité        | Étiquette | Qualité |
| ------- | -------- | --------------- | --------- | ------- |
| 2017    | En cours | Cláudio Serrada | PSD       |         |